# Elizabeth Moon
Elizabeth Moon är en fantasy och science fictionförfattare, född 1945 i Texas, USA. Hon är mest känd för fantasytrilogin "Sagan om Paksenarrion" (The Deed of Paksenarrion), vilken handlar om en kvinnlig legoknekt. Moons böcker har ofta militära inslag eller teman då hon har själv varit officer i USA:s marinkår.

## Sagan om Paksenarrion
- Fåraherdens dotter (Sheepfarmer's Daughter)
- Dubbla lojaliteter (Divided Allegiance)
- Trohetseden (Oath of Gold)

## Vattas krig
- Farliga affärer (Trading in danger) (April 2005, Bokförlaget Onsdag)

## Samlingar
- Lunar Activity (1990-03-01) – Tio noveller
- Phases (1997-12-01) – Åtta noveller
- Moon Flights (September 2007) - Femton noveller, inklusive en berättelse från "Vattas krig"